# Costa Rica en la Copa Mundial de Fútbol Sub-20 de 2009
La selección de Costa Rica fue uno de los 24 equipos participantes en la Copa Mundial de Fútbol Sub-20 de 2009, torneo que se llevó a cabo entre el 24 de septiembre y el 16 de octubre de 2009 en Egipto.
En el sorteo la selección de Costa Rica quedó en el Grupo E junto con Australia, Brasil y República Checa.

## Jugadores
Datos corresponden a situación previo al inicio del torneo
| #  | Nombre                 | Posición      | Club                       |
| -- | ---------------------- | ------------- | -------------------------- |
| 1  | Esteban Alvarado       | Portero       | Deportivo Saprissa         |
| 2  | José Mena              | Defensa       | Deportivo Saprissa         |
| 3  | Roy Smith              | Defensa       | Brujas FC                  |
| 4  | Kenner Gutiérrez       | Defensa       | Liga Deportiva Alajuelense |
| 5  | Derrick Johnson        | Defensa       | Brujas FC                  |
| 6  | Ricardo Blanco         | Defensa       | Deportivo Saprissa         |
| 7  | Marco Ureña            | Delantero     | Liga Deportiva Alajuelense |
| 8  | David Guzmán           | Mediocampista | Deportivo Saprissa         |
| 9  | Jorge Alejandro Castro | Mediocampista | Deportivo Saprissa         |
| 10 | Diego Estrada          | Mediocampista | Liga Deportiva Alajuelense |
| 11 | Diego Madrigal         | Delantero     | Universidad de Costa Rica  |
| 12 | Cristian Gamboa        | Mediocampista | Liberia Mía                |
| 13 | Allen Guevara          | Mediocampista | Liberia Mía                |
| 14 | Bryan Oviedo           | Defensa       | Deportivo Saprissa         |
| 15 | Pedro Leal             | Defensa       | Puntarenas FC              |
| 16 | Carlos Hernández       | Mediocampista | Club Sport Herediano       |
| 17 | Josué Martínez         | Delantero     | Deportivo Saprissa         |
| 18 | Minor Álvarez          | Portero       | Deportivo Saprissa         |
| 19 | Daniel Varela          | Delantero     | Brujas FC                  |
| 20 | Esteban Luna           | Delantero     | Universidad de Costa Rica  |
| 21 | Danny Carvajal         | Portero       | Brujas FC                  |
| DT | Ronald González        |               |                            |

### Grupo E
| Equipo          | Pts | PJ | PG | PE | PP | GF | GC | Dif |
| --------------- | --- | -- | -- | -- | -- | -- | -- | --- |
| Brasil          | 7   | 3  | 2  | 1  | 0  | 8  | 1  | 7   |
| República Checa | 7   | 3  | 2  | 1  | 0  | 5  | 3  | 2   |
| Costa Rica      | 3   | 3  | 1  | 0  | 2  | 5  | 8  | -3  |
| Australia       | 0   | 3  | 0  | 0  | 3  | 2  | 8  | -6  |

| 27 de septiembre de 2009, 16:00 | Brasil                                                              | 5:0 (3:0) | Costa Rica | Estadio de Puerto Saíd, Puerto Saíd                                    |                                                                        |
|                                 | Alan Kardec 24' 44' · Giuliano 35' · Alex Texeira 75' · Boquita 89' | Reporte   |            | Asistencia: 16.000 espectadores Árbitro(s): Thomas Einwaller (Austria) | Asistencia: 16.000 espectadores Árbitro(s): Thomas Einwaller (Austria) |

| 30 de septiembre de 2009, 16:00 | Australia | 0:3 (0:1) | Costa Rica                                      | Estadio de Puerto Saíd, Puerto Saíd                                   |                                                                       |
|                                 |           | Reporte   | Madrigal 25' · Devere 82' (a.g.) · Guzmán 90+3' | Asistencia: 17.200 espectadores Árbitro(s): Mohamed Benousa (Argelia) | Asistencia: 17.200 espectadores Árbitro(s): Mohamed Benousa (Argelia) |

| 3 de octubre de 2009, 21:30 | Costa Rica                        | 2:3 (0:1) | República Checa                  | Estadio de Alejandría, Alejandría                                          |                                                                            |
|                             | Estrada 49', pen.' · Martínez 61' | Reporte   | Chramosta 11' 86' · Vošahlík 57' | Asistencia: 9.000 espectadores Árbitro(s): Olegário Benquerença (Portugal) | Asistencia: 9.000 espectadores Árbitro(s): Olegário Benquerença (Portugal) |

### Octavos de final
| 6 de octubre de 2009, 20:00 | Egipto | 0:2 (0:1) | Costa Rica           | Estadio Internacional de El Cairo, El Cairo                            |                                                                        |
|                             |        | Reporte   | Mena 21' · Ureña 90' | Asistencia: 81.860 espectadores Árbitro(s): Thomas Einwaller (Austria) | Asistencia: 81.860 espectadores Árbitro(s): Thomas Einwaller (Austria) |

### Cuartos de final
| 10 de octubre de 2009, 20:00 | UAE     | 1:2 (1:1, 1:1) (t. s.) | Costa Rica                  | Estadio Internacional de El Cairo, El Cairo                      |                                                                  |
|                              | Ali 33' | Reporte                | Martínez 37' · Ureña 120+2' | Asistencia: 32.935 espectadores Árbitro(s): Ivan Bebek (Croacia) | Asistencia: 32.935 espectadores Árbitro(s): Ivan Bebek (Croacia) |

### Semifinal
| 13 de octubre de 2009, 20:00 | Brasil          | 1:0 (0:0) | Costa Rica | Estadio Internacional de El Cairo, El Cairo                          |                                                                      |
|                              | Alan Kardec 67' | Reporte   |            | Asistencia: 39.812 espectadores Árbitro(s): Alberto Undiano (España) | Asistencia: 39.812 espectadores Árbitro(s): Alberto Undiano (España) |

### Tercer lugar
| 16 de octubre de 2009, 17:00 | Hungría                | 1:1 (0:0) (2:0 p.)         | Costa Rica                          | Estadio Internacional de El Cairo, El Cairo                          |                                                                      |
|                              | Koman 90+1' (pen.)     | Reporte                    | Ureña 81'                           | Asistencia: 67.814 espectadores Árbitro(s): Yuichi Nishimura (Japón) | Asistencia: 67.814 espectadores Árbitro(s): Yuichi Nishimura (Japón) |
|                              |                        | Tiros desde el punto penal |                                     |                                                                      |                                                                      |
|                              | Németh · Koman · Varga |                            | Estrada · Gamboa · Luna · Hernández |                                                                      |                                                                      |